# Filip Čapka
Filip Čapka (* 19. prosince 1974 Ostrava) je český divadelní, filmový, televizní a dabingový herec, moderátor a malíř.

## Život
Narodil se do rodiny herců a hereckých ochotníků, je synem herce Jiřího Čapky. Po gymnáziu vystudoval činoherní herectví na Divadelní fakultě Janáčkovy akademie múzických umění v Brně. Po absolutoriu získal v roce 1997 své první angažmá v Moravském divadle Olomouc. Později hrál v divadle v Brně i Ostravě. V Praze se stal členem souboru Švandova divadla. V roce 2004 získal Cenu Thálie pro mladé činoherce za roli Buči v dramatu Cikáni jdou do nebe.
Syndrom vyhoření vyřešil úplnou změnou zaměstnání. Stal se zaměstnancem ve firmě svého kamaráda a stavěl zahrady. Přitom moderoval televizní pořad Polopatě.
K herectví se vrátil v roce 2020, když začal hrát ekonoma, později podnikatele ve stavebnictví v nekonečném seriálu Ulice.
Objevil se i v dalších seriálech a filmech a divadelních inscenacích.

## Dílo

### Divadlo (výběr)[6]
- Král Lear
- Merkucio, Romeo a Julie, Letní shakespearovské slavnosti, r. Martin Huba
- Možná, že odcházíme
- Cikáni jdou do nebe
- Biomanželka

### Film[7]
- 1987
  - Správná trefa
- 1996
  - Jak se Kuba stal mlynářem (TV film)
- 2002
  - Nevěsta s velkýma nohama (TV film)
- 2005
  - Restart
- 2008
  - 10 způsobů lásky (TV film)
  - Skrývačky (TV film)
- 2010
  - Kuky se vrací
  - Mamas & Papas
  - Román pro muže
- 2011
  - Smíchov pláče, Brooklyn spí
  - Villa Faber (TV film)
- 2013
  - Hořící keř (TV film)
- 2015
  - Gangster Ka
  - Gangster Ka: Afričan
- 2016
  - Ostravak Ostravski
- 2019
  - Léto s gentlemanem
- 2021
  - Jedině Tereza

### Seriály[7]
- 2004
  - Místo nahoře
- 2005
  - Nadměrné maličkosti
  - Bahno (S02E03)
  - Ulice
- 2006
  - Poslední sezona
- 2009
  - Strážce duší
  - Neviditelný zabiják (S02E03)
- 2010
  - Cesty domů
  - Dokonalý svět
  - Opravdová divočina (E16)
  - Kde tikají hodiny (E15)
  - Splněné sny (E13)
  - více epizod (12)
- 2011
  - Setkání s hvězdou
  - Vilma Cibulková (E01)
- 2012
  - Ententýky
  - Ohňostroj vášně (E10)
  - Zamiloval jsem se, odcházím (E09)
  - Chvíle pro Hanu Hegerovou (E08)
  - více epizod (6)
  - Kriminálka Anděl
  - Černý Mušketýr (S03E02)
- 2013
  - Nevinné lži
  - Druhý dech (S01E03)
- 2014
  - Cirkus Bukowsky
  - Epizoda 3 (S02E03)
  - Nevinné lži
  - Hra (S02E05)
- 2017
  - Bohéma
  - Krev, půda a strach (E03)
  - Past na svědomí (E02)
  - Snad to nebude tak hrozné (E01)
- 2018
  - Vzteklina
  - Epizoda 6 (E06)
  - Epizoda 5 (E05)
  - Epizoda 4 (E04)
  - více epizod (3)
- 2020
  - Místo zločinu Ostrava
  - Tichošlápek (E03)
- 2021
  - Kukačky
  - Epizoda 11 (S01E11)
  - Epizoda 9 (S01E09)
  - Epizoda 8 (S01E08)
  - více epizod (6)
  - Polda
  - Detektivka (S04E12)
- 2023
  - Kukačky
  - Epizoda 13 (S02E13)
  - Epizoda 12 (S02E12)
  - Epizoda 11 (S02E11)
  - více epizod (9)
  - Volha
  - BALBA (E05)
  - MAESTRO (E04)
  - TEL-EVÍZE (E03)
  - více epizod (2)

### Další[7]
- 2000
  - Přijď království tvé (divadelní záznam)
- 2004
  - Khoiba - Pathetic (videoklip)
- 2005
  - Cinzano (divadelní záznam)
- 2014
  - Venku pršelo (studentský film)
- 2016
  - Film o filmu: Dvojníci